# Before Sunset - Prima del tramonto
Before Sunset - Prima del tramonto è un film del 2004 diretto da Richard Linklater, con Ethan Hawke e Julie Delpy. Presentato in concorso al Festival di Berlino, è il seguito di Prima dell'alba del 1995, nonché secondo capitolo dell'intera trilogia con stesso regista e interpreti. Il suo sequel è Before Midnight del 2013.

## Trama
Avevamo lasciato Jesse e Céline nove anni prima a Vienna con la promessa di rivedersi dopo sei mesi allo stesso binario. Ora siamo a Parigi, dove Jesse è alla libreria Shakespeare and Company per presentare il suo libro, This Time, proprio sulla storia di due ragazzi che passano una sola, magnifica notte assieme. Tra il pubblico c'è anche Céline, che è arrivata riconoscendosi nel libro.
Anche se sono passati nove anni, in cui non si sono mai più rivisti, ed entrambi hanno un'altra storia, Jesse e Céline passano un altro pomeriggio insieme tra le strade di Parigi, un piccolo bar e un battello sulla Senna, parlando di sé, di quanto sono uguali e quanto sono cambiati in questi anni.
Jesse accompagna Céline fino al suo appartamento, nonostante le continue insistenze di lei affinché non perda il volo. Jesse la convince a suonare un valzer con la sua chitarra, ispirato dal loro incontro a Vienna. Mentre Céline balla sulle note di Just in Time di Nina Simone e Jesse la guarda, la coppia concorda sul fatto che l'uomo perderà il suo volo.

## Produzione
Il film è girato in gran parte in tempo reale per sottolineare l'immediatezza e segue i due protagonisti dall'incontro alla presentazione del libro fino alla casa di Céline.
Il budget per la realizzazione del film è stato di 2,7 milioni di dollari.
Il film è noto per l'uso della Steadicam per le carrellate e per l'uso di piani sequenza; la più lunga delle riprese della Steadicam dura circa 11 minuti.

### Cast
Nel film appaiono i veri genitori di Julie Delpy, Albert Delpy e Marie Pillet, nel ruolo dei suoi vicini di casa.

## Riconoscimenti
Il film ha ricevuto un riconoscimento speciale per l'eccellenza nel filmmaking ai National Board of Review Awards 2004.
La sceneggiatura è stata candidata all'Oscar, all'Independent Spirit Award e al Writers Guild of America Award.
Julie Delpy ha vinto l'Empire Award per la miglior attrice.

## Sequel
Nel 2013 esce il terzo film della storia tra Jesse e Céline, Before Midnight, sempre diretto da Richard Linklater.